# Pentadáctilo

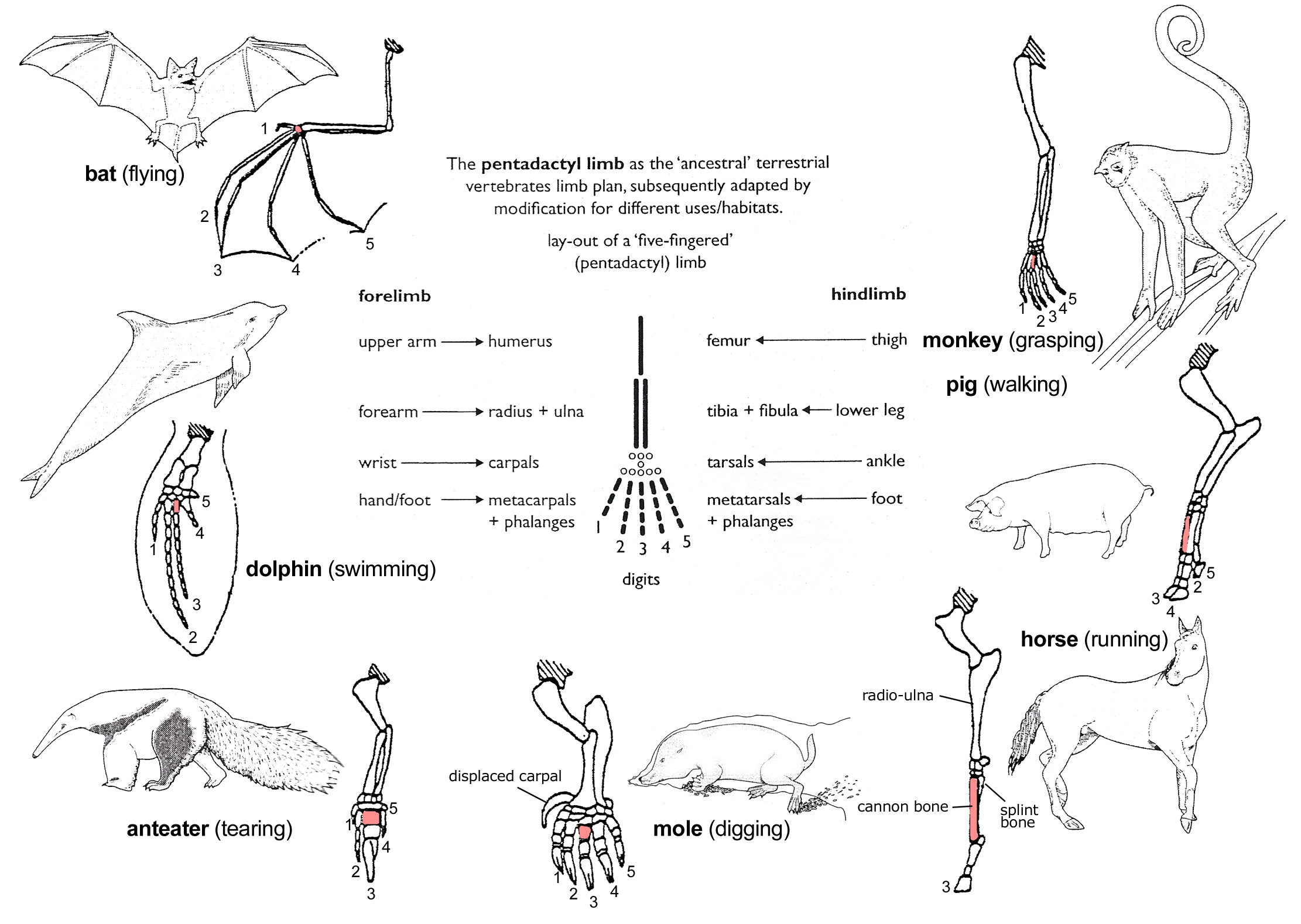
El principio de homología ilustrado por la radiación adaptativa de la extremidad anterior de los mamíferos. Todos se ajustan al patrón básico pentadáctilo, pero están modificados para usos diferentes.

Pentadáctilo es un término empleado en la anatomía genérica para referirse a cualquier criatura que tenga cinco dedos ya sea en una o todas sus patas.
Dado que solo en los animales vertebrados terrestres se presentan dedos, únicamente en estos tipos de animales se podrá aplicar el término. Sin embargo, no son muchas las criaturas que pueden presentar esta característica.

## Ejemplos de pentadáctilos
- El ejemplo más exacto que se puede citar son los primates (entre ellos el ser humano) , que tienen cinco dedos en cada mano y pie.
- Los elefantes tienen cinco dedos en sus dos patas traseras.
- La mayoría de los cánidos, félidos, úrsidos y varios de los mamíferos carnívoros.
- El pangolín.
- Muchas especies de anfibios, principalmente las salamandras.